# Jana Robbová
Jana Robbová (4. dubna 1951 Praha – 4. srpna 1996 Praha) byla česká zpěvačka.
Jednalo se o jednu z nejtemperamentnějších zpěvaček všech dob v celé historii československé populární hudby, proto jí také její divadelní kolegové přezdívali Sopka. Dívka drobné postavy a nezvyklého temperamentu zazářila jako kometa na prknech Divadla Semafor, dva roky hrála a zpívala s kapelou Bacily Václava Neckáře, nazpívala a nahrála několik pozoruhodných duetů s několika předními českými interprety. Ve filmu Co je doma, to se počítá, pánové... zpívá jejím hlasem postava Nadi, kterou ztvárnila Dagmar Veškrnová písničku Badýdy bába. Ve filmu Holky z porcelánu zazněl její hlas ve skladbě "Svatební cesta". S Karlem Gottem nazpívala jednu verzi písně Bum, bum, bum (1976) a také Toulky (1972).
Svoji popularitu, k níž se přidružily velké problémy v osobním životě, neunesla. Dva rozvody a psychické problémy způsobené vlastní neplodností způsobily, že její kariéra rychle uvadala. Přidružily se problémy s alkoholem, depresí a anorexií. V roce 1985 přestala zpívat úplně a zemřela v zapomnění v roce 1996 na následky rakoviny jícnu.